# Husitský bojový vůz

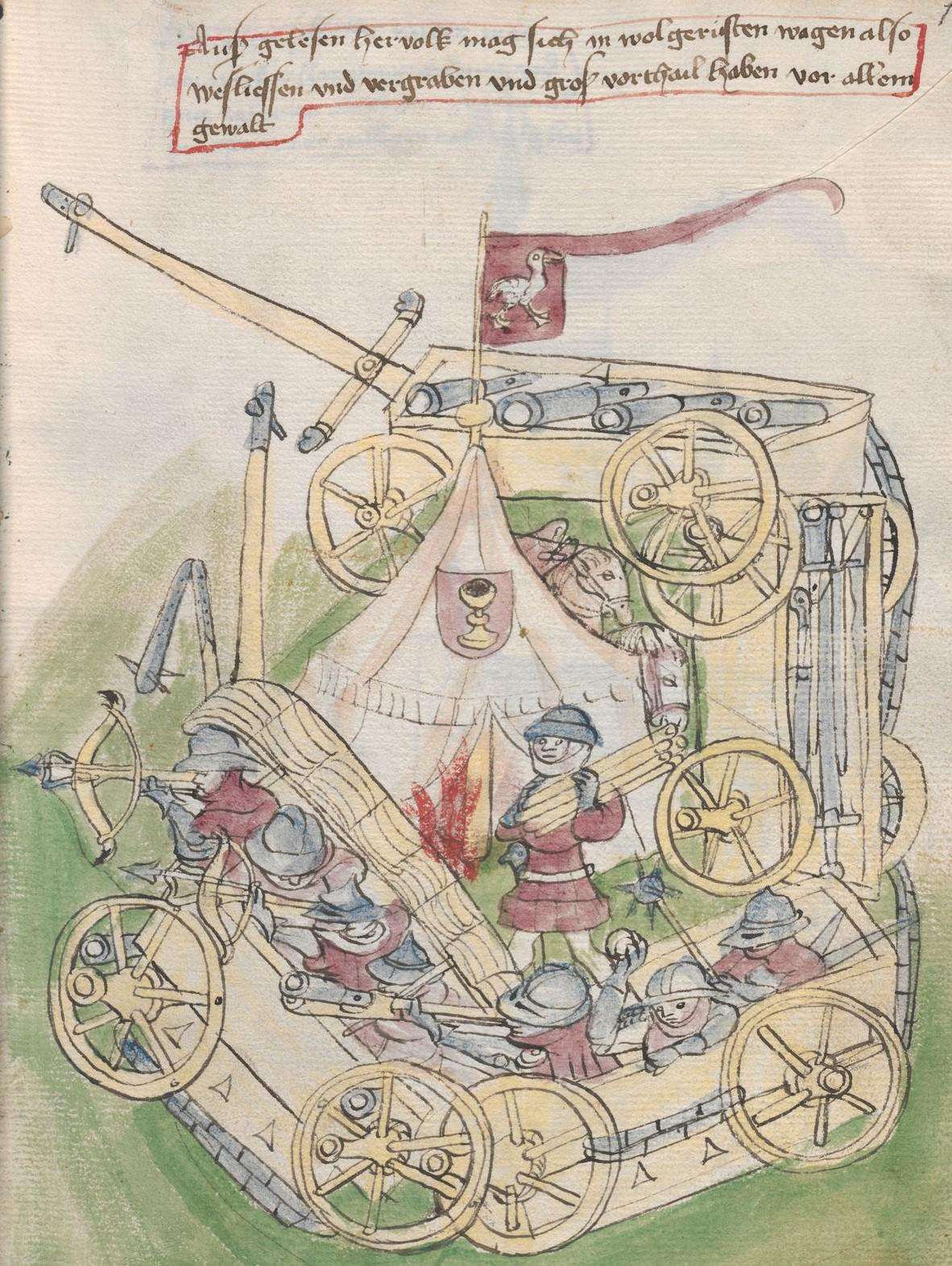
Dobové vyobrazení husitské vozové hradby

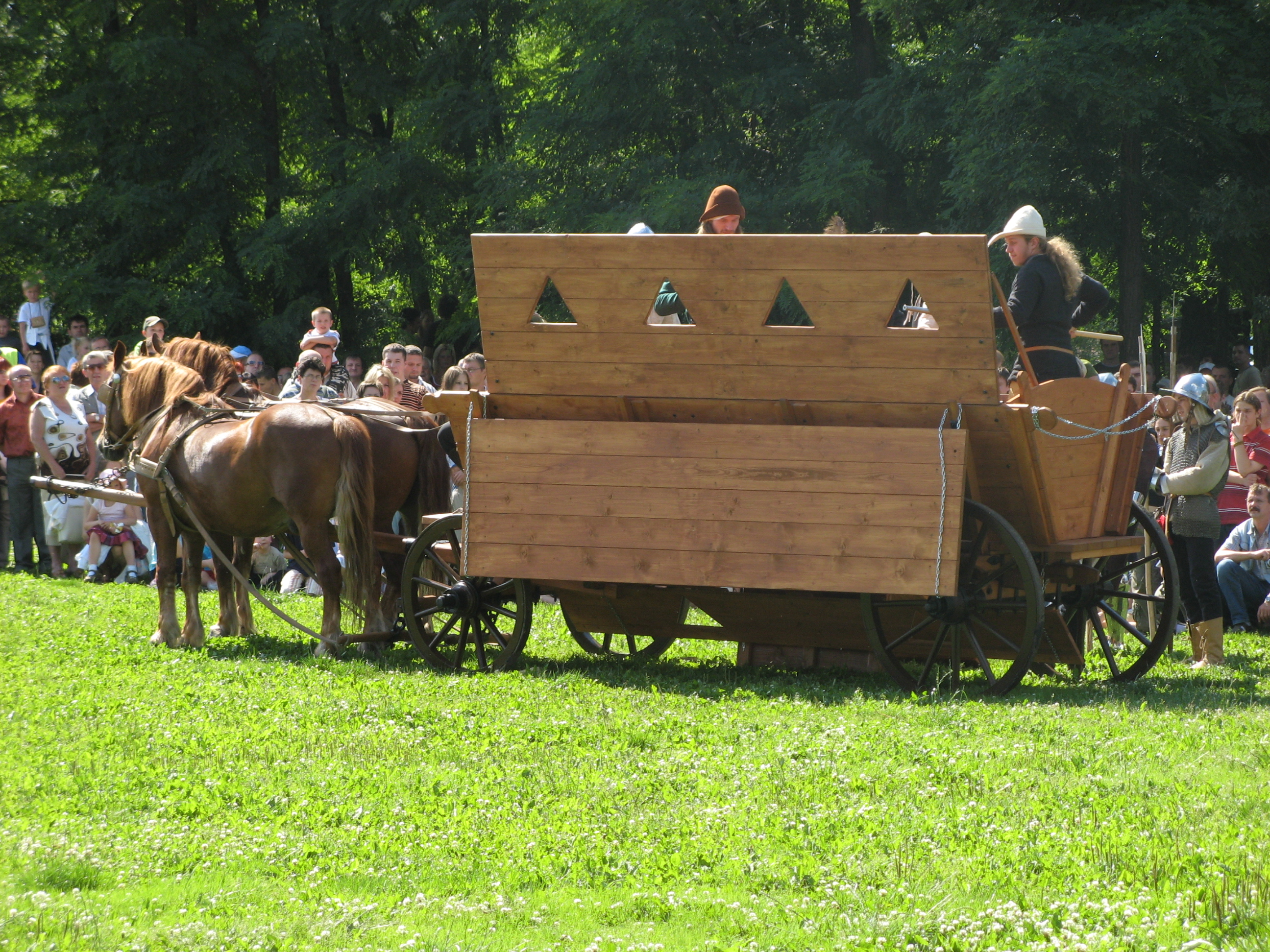
Replika husitského vozu

Husitský bojový vůz byl středověký bojový prostředek používaný husity během husitských válek. Využíván byl především pro stavbu tzv. vozových hradeb.
V počátcích byl pravděpodobně obyčejný, běžně užívanými selskými vozy. Teprve postupem času došlo na základě zkušeností z bitev k rozlišení zásobovacích a bojových vozů. Pro tento účel byly využívány větší a pevnější vozy, vybavené na stranách deskou ze silných fošen. K vybavení bojových vozů náleželo silné prkno zavěšené zespodu podél mezi koly. Tím byli bojovníci chráněni proti nepřátelské palbě. Vedle toho každý vůz vezl řetěz, jímž byla spojována kola vozů k sobě při srážení do vozové hradby. Ve voze bylo i nářadí jako lopaty, sekery, rýče a motyky, které sloužilo při úpravách cest.
Vozové hradby byly velmi praktické, protože bojovníci byli na stejné úrovni jako bojovníci na koních, nebo byli výše než pěšáci a lépe se jim útočilo.
Husitská polní vojska měla v poli k dispozici obvykle větší množství vozů (ve velkých bitvách až stovky), které bylo možno ve vozové hradbě velmi rychle libovolně nakonfigurovat podle okamžitých potřeb do různých tvarů i většího počtu řad.